# Universidad Politécnica del Estado de Morelos
La Universidad Politécnica del Estado de Morelos  es una Institución de Educación Superior (IES) y un Organismo Público Descentralizado del Gobierno del Estado de Morelos que inició sus actividades en septiembre del año 2004; ofrece Programas Educativos (PE) de Ingeniería y Licenciatura, además de Profesional Asociado (PA); forma parte de las 42 Universidades Politécnicas (UUPP) que se han ido creando en el país desde el año 2001, y que conforman el Subsistema de Universidades Politécnicas de la Secretaría de Educación Pública (SEP). Actualmente es referencia de la calidad de la educación superior con que cuenta el estado de Morelos.

## UPEMOR
La Universidad Politécnica del Estado de Morelos (UPEMOR), es un organismo público descentralizado del Gobierno del Estado de Morelos, con personalidad jurídica y patrimonio propios, y forma parte del Sistema de Universidades Politécnicas de la Secretaría de Educación Pública (SEP).
Inició sus actividades académicas en el mes de septiembre del año 2004, y cuenta con ocho órganos colegiados: la Junta Directiva, en la que participan representantes de los gobiernos Federal, Estatal y Municipal, así como del sector productivo privado; el Consejo Social; el Consejo de Calidad; Comité de Becas; Consejo de Información Clasificada; Comité Técnico PIFI; Comité Técnico PROMEP.
El modelo educativo de la UPEMOR, está alineado con las principales líneas de trabajo derivadas de los acuerdos de Bolonia, que dieron origen al Espacio Europeo de Educación Superior (EESS) y al proyecto Tuning de América Latina; en consecuencia, las características de este modelo son: Educación basada en competencias y centrado en el aprendizaje, créditos en función del trabajo del alumno, evaluación integrada al aprendizaje de las competencias y acreditación de la calidad de sus programas académicos.
En este sentido, el diseño curricular de sus carreras contempla tres ciclos de formación, al término de los cuales, los alumnos adquieren competencias genéricas y específicas, y realizan estancias y estadías en los sectores público, privado y social; los estudios se realizan en 6,000 horas (375 créditos), distribuidos entre diez y quince cuatrimestres, dependiendo de la dedicación por parte del alumno.

## Historia
En el 2003 se dio inicio a un estudio de viabilidad para la creación de la Universidad Politécnica del Estado de Morelos, liderados por la Secretaría de Educación del Gobierno del Estado. En el estudio para determinar la instalación de la Universidad Politécnica en el estado de Morelos, se tomaron en consideración los distintos proyectos estratégicos federales y estatales con que se cuenta respecto a la educación de nivel superior, así como los aspectos geográficos y demográficos del Estado dentro del entorno nacional.
Dentro de los proyectos estratégicos de educación y de desarrollo económico de los gobiernos Estatal y Federal que apoyan la instalación, operación y desarrollo de una Universidad Politécnica se encuentran: El Programa Nacional de Educación 2001-2006, el Programa Nacional de Desarrollo de la Educación Tecnológica 2001-2006, el Plan Estatal de Desarrollo del Estado de Morelos, el Programa Educativo Estatal Morelos 2001-2006, el Programa Estatal de Desarrollo Urbano 2001-2006 y el Proyecto Gran Visión Morelos 2025.
Los principales objetivos de la Universidad son:
I. Impartir educación superior en los niveles de licenciatura, especialización tecnológica y otros estudios de postgrado, así como cursos de actualización en sus diversas modalidades, para preparar profesionales con una sólida formación técnica y en valores, conscientes del contexto estatal y nacional en lo económico, político y social;
II. Llevar a cabo investigación aplicada y desarrollo tecnológico, pertinentes para el desarrollo económico y social,
III. Difundir el conocimiento y la cultura a través de la extensión universitaria;
IV. Prestar servicios tecnológicos y de asesoría, que contribuyan a mejorar el desempeño de las empresas y otras organizaciones en la región y del Estado principalmente, y
V. Impartir programas de educación continua con orientación a la capacitación para el trabajo y al fomento de la cultura tecnológica en la región y en el estado.

## Programas académicos
La Universidad Politécnica del Estado de Morelos es una universidad mexicana que cuenta por el momento con ocho especialidades:
- Ingeniería en Tecnología Ambiental[2]
- Ingeniería en Tecnologías de la Información (Anteriormente: Ingeniería en Informática)[3]
- Ingeniería en Biotecnología[4]
- Ingeniería en Electrónica y Telecomunicaciones[5]
- Ingeniería Industrial[6]
- Ingeniería Financiera[7]
- Licenciatura en Administración y Gestión Empresarial (Anteriormente: Licenciatura en Administración y Gestión)[8]

Además cuenta con los programas de Posgrado:
- Maestría en enseñanza de las ciencias[10]
- Maestría en ciencias en Biotecnología[11]
- Maestría en Tecnologías de la Información[12]
- Maestría en Finanzas y Gestión[13]